# Toos Beumer
Catharina Johanna (Toos) Beumer (Koog aan de Zaan, 5 juli 1947) is een voormalig  topzwemster op de vrije slag.
Beumer nam namens Nederland tweemaal deel aan de Olympische Spelen: Tokio 1964 en Mexico-Stad 1968.
In de Japanse hoofdstad beleefde Beumer een van de hoogtepunten uit haar topsportcarrière; de zwemster van Nereus won met de estafetteploeg - met verder Pauline van der Wildt (startzwemster), Winnie van Weerdenburg (derde zwemster) en Erica Terpstra (slotzwemster) - de bronzen medaille op de 4x100 meter vrije slag: 4.12,0. Die winnende tijd was destijds goed voor een Europees record. Aan de overwinning ging een verbeten duel vooraf met Hongarije, dat een tiende later aantikte.
Op de individuele 100 meter vrij werd Beumer al in de series uitgeschakeld: 29ste plaats. Vier jaar later, in Mexico-Stad, maakte ze geen deel (meer) uit van de aflossingsploeg op de 4x100 vrij, en betekenden de series andermaal het eindstation op haar individuele 100 vrij: 1.06,1, goed voor de 41ste plaats.
In de tussenliggende jaren vierde Beumer haar grootste successen. Bij de Europese kampioenschappen langebaan (50 meter) in eigen land (Utrecht) maakte ze deel uit van de winnende ploeg op de 4x100 meter wisselslag (4.36,4), en won ze het brons op de 4x100 vrij.